# Tomopterna natalensis
Tomopterna natalensis är en groddjursart som först beskrevs av Smith 1849.  Tomopterna natalensis ingår i släktet Tomopterna och familjen Pyxicephalidae. IUCN kategoriserar arten globalt som livskraftig. Inga underarter finns listade i Catalogue of Life.